# Corseaux
Pour l’article ayant un titre homophone, voir Corso.
Corseaux est une commune suisse du canton de Vaud, située dans le district de la Riviera-Pays-d'Enhaut.

## Géographie

Photo aérienne (1960).

Corseaux se situe au bord du lac Léman. La Bergère marque la frontière sud de la commune avec Vevey.
Le territoire de Corseaux s'étend sur 1,06 km2. Lors du relevé de 2013-2018, les surfaces d'habitations et d'infrastructures représentaient 82,2 % de sa superficie, les surfaces agricoles 16,8 %, les surfaces boisées 0,0 % et les surfaces improductives 0,9 %.

## Toponymie
Corseaux est attestée comme « Corsaly » en 1100, « Corjal » en 1147, « Corsial » vers 1147-1163, « Corsel » vers 1200, « Corsales » en 1233, « Corsauz » en 1301 et « Corsaul » ou « Corsau ». Le nom vient du latin « cursus » signifiant « terrain allongé » ou « cours » avec le suffixe « -ale » signifiant « lieu où un objet se trouve en abondance ». La signification de « Corseaux » est ainsi « lieu où se trouvent des terrains de vigne en terrasses ».

## Histoire
Les premières traces d'activité humaine remontent au Néolithique. Plusieurs tombes furent découvertes dans les années 1970 et 1980 (aux Gonelles puis sur l'actuel emplacement du collège). La première mention écrite de Corseaux se trouve sur un document daté du XIIe siècle. Tout au long de son histoire, Corseaux fut très lié à la paroisse de Corsier, comme l'étaient les villages de Chardonne et de Jongny. Chacun de ces villages avait sa propre organisation mais ce n'est que le 19 décembre 1833 que, par décret du Grand Conseil, l'ancienne paroisse politique de Corsier fut divisée en 4 communes.

## Population

### Gentilé et surnom
Les habitants de la commune se nomment les Corsalins.
Ils sont surnommés les Écorche-Culs.

### Démographie

#### Évolution de la population
Corseaux compte 2 303 habitants au 31 décembre 2022 pour une densité de population de 2 173 hab/km2. Sur la période 2010-2019, sa population a augmenté de 6,1 % (canton : 12,9 % ; Suisse : 9,4 %).  

#### Pyramide des âges
En 2020, le taux de personnes de moins de 30 ans s'élève à 26,8 %, au-dessous de la valeur cantonale (35 %). Le taux de personnes de plus de 60 ans est quant à lui de 32,8 %, alors qu'il est de 21,9 % au niveau cantonal.
La même année, la commune compte 1 077 hommes pour 1 238 femmes, soit un taux de 46,5 % d'hommes, inférieur à celui du canton (49,1 %).
| Hommes | Classe d’âge | Femmes |
| ------ | ------------ | ------ |
| 0,9    | 90 ans ou +  | 2,0    |
| 11,4   | 75 à 89 ans  | 13,0   |
| 18,8   | 60 à 74 ans  | 19,5   |
| 20,8   | 45 à 59 ans  | 21,1   |
| 20,3   | 30 à 44 ans  | 18,6   |
| 15,4   | 15 à 29 ans  | 13,2   |
| 12,3   | - de 14 ans  | 12,6   |

| Hommes | Classe d’âge | Femmes |
| ------ | ------------ | ------ |
| 0,5    | 90 ans ou +  | 1,4    |
| 6,1    | 75 à 89 ans  | 8,2    |
| 13,3   | 60 à 74 ans  | 14,3   |
| 21,5   | 45 à 59 ans  | 21,2   |
| 22,0   | 30 à 44 ans  | 21,4   |
| 19,6   | 15 à 29 ans  | 18,0   |
| 16,9   | - de 14 ans  | 15,5   |

### Sport

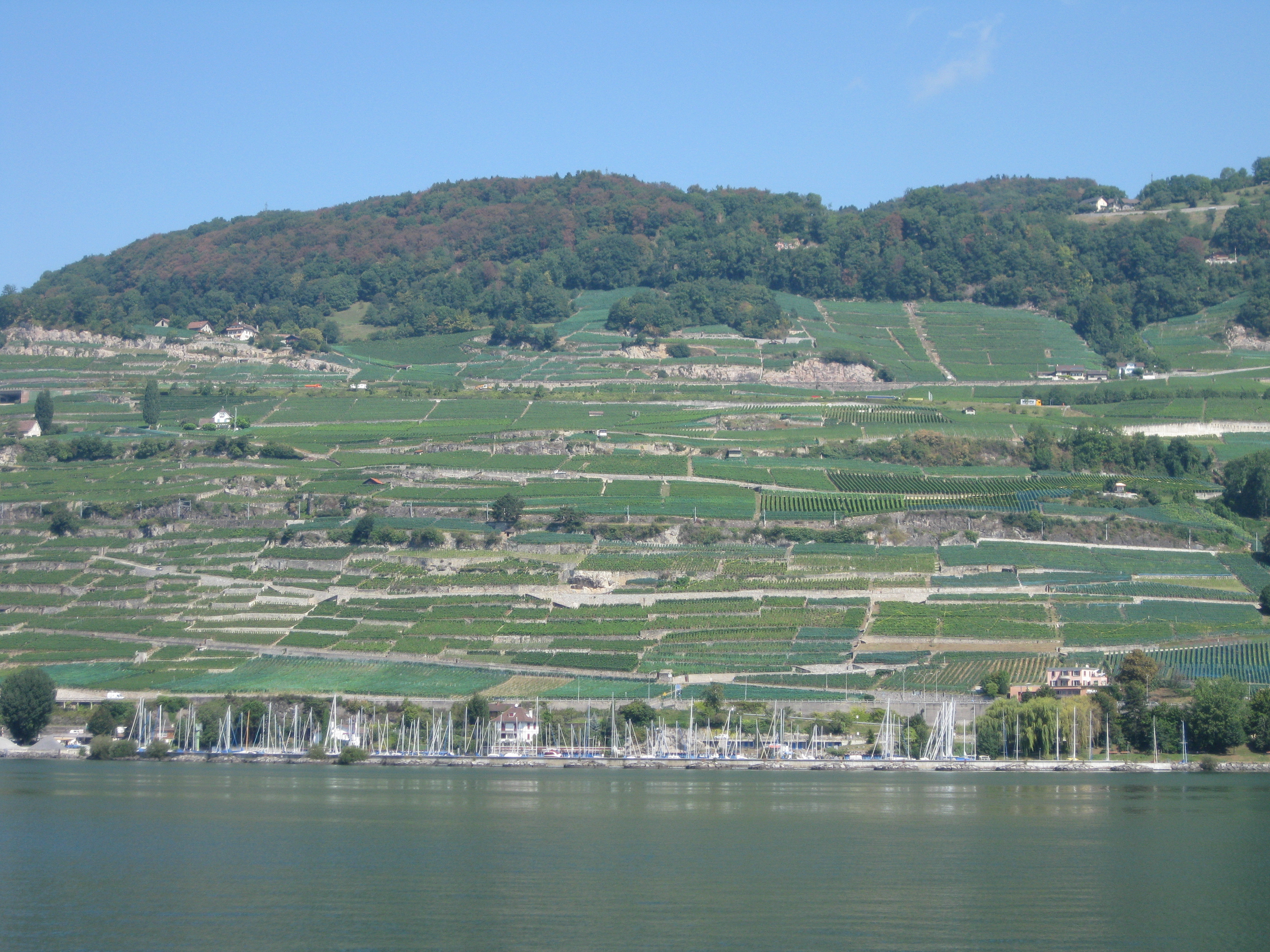
Le port de plaisance, sur le Léman

Au titre des sports nautiques, Corseaux et Chardonne disposent du Port de la Pichette, comprenant 398 places d'amarrage,  un chantier naval, une grue de 8 tonnes.

## Culture et patrimoine

### Patrimoine bâti
- Villa Le Lac, construite par Le Corbusier en 1923.
- L'atelier de Grandi (chemin Entre-Deux-Villes 7, Corseaux). Atelier d'artiste construit en 1939 par l'architecte Alberto Sartoris en Style international  pour les peintres Italo De Grandi (1912-1988) et son frère Vincent De Grandi (1914-2010) issus de l'immigration piémontaise[9]. Deux agrandissements, en 1943 et 1955 ont été réalisés par Sartoris[10],[11].

### Personnalités

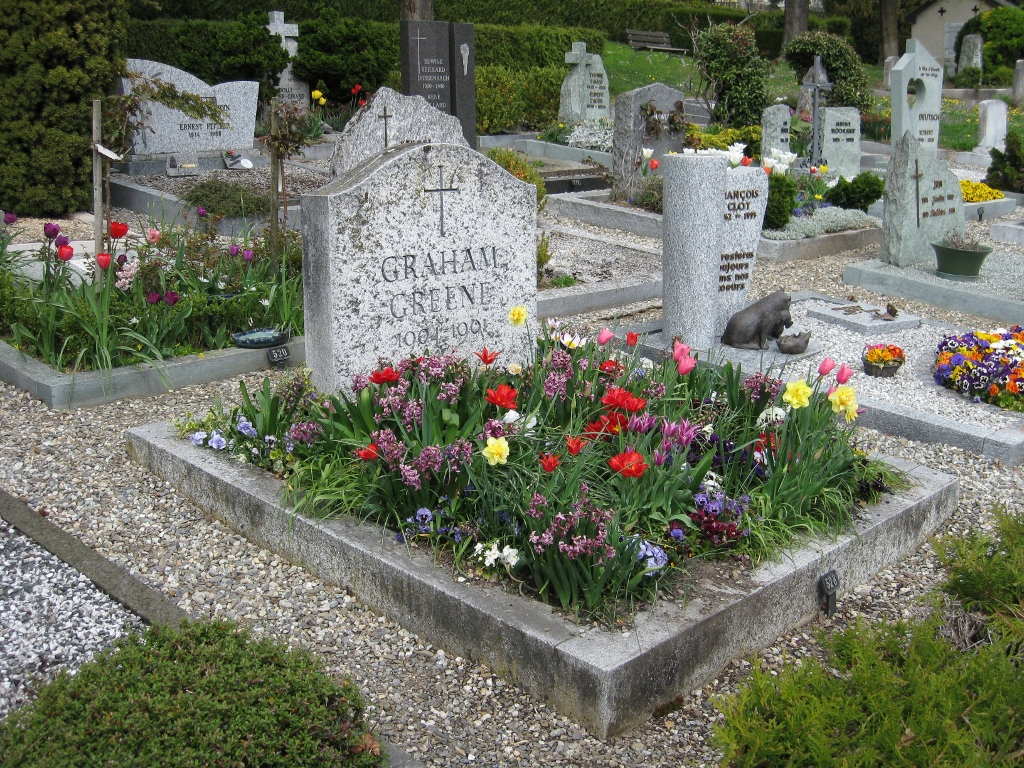
Tombe de Graham Greene dans le cimetière de Corseaux.

- Marguerite de Lalancy (1885-1971), photographe, y a vécu.
- Graham Greene (1904-1991), écrivain, y passa la fin de sa vie et y fut inhumé.
- James Mason (1909-1984), acteur britannique.
- Italo De Grandi (1912-1988) et Vincent de Grandi, peintres.

### Héraldique
| Blason | Blasonnement : « D’azur à deux étoiles d'or en fasce, accompagnées en pointe d’un croissant du même et en chef d'un cœur de gueules. » |